# An Se-young
An Se-young (Gwangju, 5 febbraio 2002) è una giocatrice di badminton sudcoreana.
Ha vinto la medaglia d'oro olimpica a Parigi 2024 nel singolare femminile, è stata nominata Giocatrice dell'anno nel 2023 dalla BWF e ha vinto la medaglia d'oro ai Campionati del mondo del 2023, prima sudcoreana a raggiungere questo risultato.

## Carriera

### Giovanili
An Se-young ha partecipato alla sua prima competizione internazionale all'età di 13 anni, quando prese parte ai Campionati asiatici junior del 2015, durante i quali ha raggiunto i quarti di finale nel singolare e nel doppio femminile Under15. Nello stesso anno ha vinto il suo primo titolo internazionale junior al Korea Junior Open Under15. 
Nel 2016 An ha vinto il titolo nel singolare femminile al Jakarta Open Junior International, al Jaya Raya Junior Grand Prix, all'Asian Junior Championships e al Korea Aperto Juniores. Ha anche vinto il titolo di doppio femminile al Jaya Raya Junior Grand Prix e al Korea Junior Open.
Nel 2017, An Se-young ha gareggiato nelle competizioni Under17 e Under19, vincendo il Korea Junior Open Under17. Nel frattempo An ha vinto con la squadra mista sudcoreana il titolo asiatico junior e si è aggiudicata una medaglia di bronzo ai Campionati mondiali junior.

### Senior
Alla fine del 2017, a 15 anni, An è stata convocata per la prima volta nella squadra nazionale maggiore sudcoreana, con cui ha partecipato ai Giochi asiatici del 2018, non riuscendo però ad aggiudicarsi alcuna medaglia. Nell'Indonesia International Challenge del 2018, An è riuscita a raggiungere la fase finale. Ha poi vinto il suo primo titolo internazionale senior agli Irish Open 2018, battendo in finale la connazionale Kim Ga-eun.
An Se-young ha vinto il suo primo titolo major nel World Tour agli Open di Nuova Zelanda 2019, battendo in finale la medaglia d'oro olimpica del 2012, la cinese Li Xuerui. Ha poi vinto il Canada Open, gli Akita Masters, i French Open e i Korea Masters. Questi risultati l'hanno fatta entrare nel 2019 nella top 10 mondiale del singolare femminile. In riconoscimento dei suoi successi, la BWF le ha assegnato il titolo di Giocatrice più promettente dell'anno 2019.
A causa della pandemia di COVID-19, An ha partecipato solo a cinque tornei nel 2020, ottenendo come miglior risultato il secondo posto al Thailand Masters e, insieme alla squadra nazionale, ha vinto una medaglia d'argento all'Asian Women's Team Championship. Nel 2021, al suo debutto ai Giochi Olimpici, è stata eliminata nei quarti di finale da Chen Yufei. An ha poi raggiunto la sua prima finale in un torneo Super 1000, il Denmark Open, ma non è riuscita a finire la partita e ha dovuto accontentarsi del secondo posto dietro Akane Yamaguchi.
Nel 2022, An ha raggiunto cinque finali nel BWF World Tour, vincendo il Korea Open, il Malaysia Masters e l'Australian Open; e si è classificata seconda anche all'All England e al Japan Open. Ha anche vinto la medaglia di bronzo nel singolare femminile ai Campionati asiatici e mondiali. Insieme alla squadra femminile sudcoreana, ha conquistato la Coppa Uber.
Nel 2023 è diventata la prima singolarista femminile coreana a vincere il titolo mondiale ai Campionati mondiali BWF ed è stata la prima singolarista femminile coreana a vincere i Giochi asiatici in 29 anni di storia della competizione. Ha anche vinto la medaglia d'oro con la squadra femminile ai Giochi asiatici. Nel BWF World Tour ha raggiunto la vetta della classifica del singolo femminile il 1° agosto 2023.
Nel 2024 An ha conquistato la medaglia d'oro nella finale del singolare femminile ai Giochi olimpici di Parigi, sconfiggendo la cinese He Bingjiao 2-0 e ottenendo così il primo oro della Corea del Sud in questa disciplina dalla vittoria di Bang Soo-hyun nel 1996.

## Palmares
- Giochi olimpici

Parigi 2024:  Oro nel singolare femminile.
- Campionati mondiali di badminton

Tokyo 2022:  Bronzo nel singolare femminile.
Copenhagen 2023:  Oro nel singolare femminile.
- Giochi asiatici

Hangzhou 2022:  Oro nel singolare femminile e a squadre femminili